# Sarikemuning
Sarikemuning is een plaats en een bestuurslaag (desa) op het 4de niveau (kelurahan/desa). Sarikemuning ligt in het onderdistrict (kecamatan) Senduro van het regentschap Lumajang in de provincie Oost-Java, Indonesië. Sarikemuning telt 2605 inwoners (volkstelling 2010).
In het administratieve grondgebied van Sarikemuning liggen dorpen en gehuchten.

Sarikemuning is verdeeld in: 
- Darungan, [3]
- Maduran, [4]
- Krajan, [5]
- Brak, het noordelijke deel van desa Sarikemuning